# Astragalus porphyrodon
Astragalus porphyrodon är en ärtväxtart som beskrevs av C.C.Towns. Astragalus porphyrodon ingår i släktet vedlar, och familjen ärtväxter. Inga underarter finns listade i Catalogue of Life.